# Усмун
Усму́н — река в Забайкальском крае России, левый приток Моклы.
Исток реки расположен на южном склоне Южного Дырындинского хребта. Длина реки составляет 102 км. Водосборная площадь — 1330 км². Местоположение реки — 13 км по левому берегу Моклы.